# Apollonio di Giovanni di Tommaso

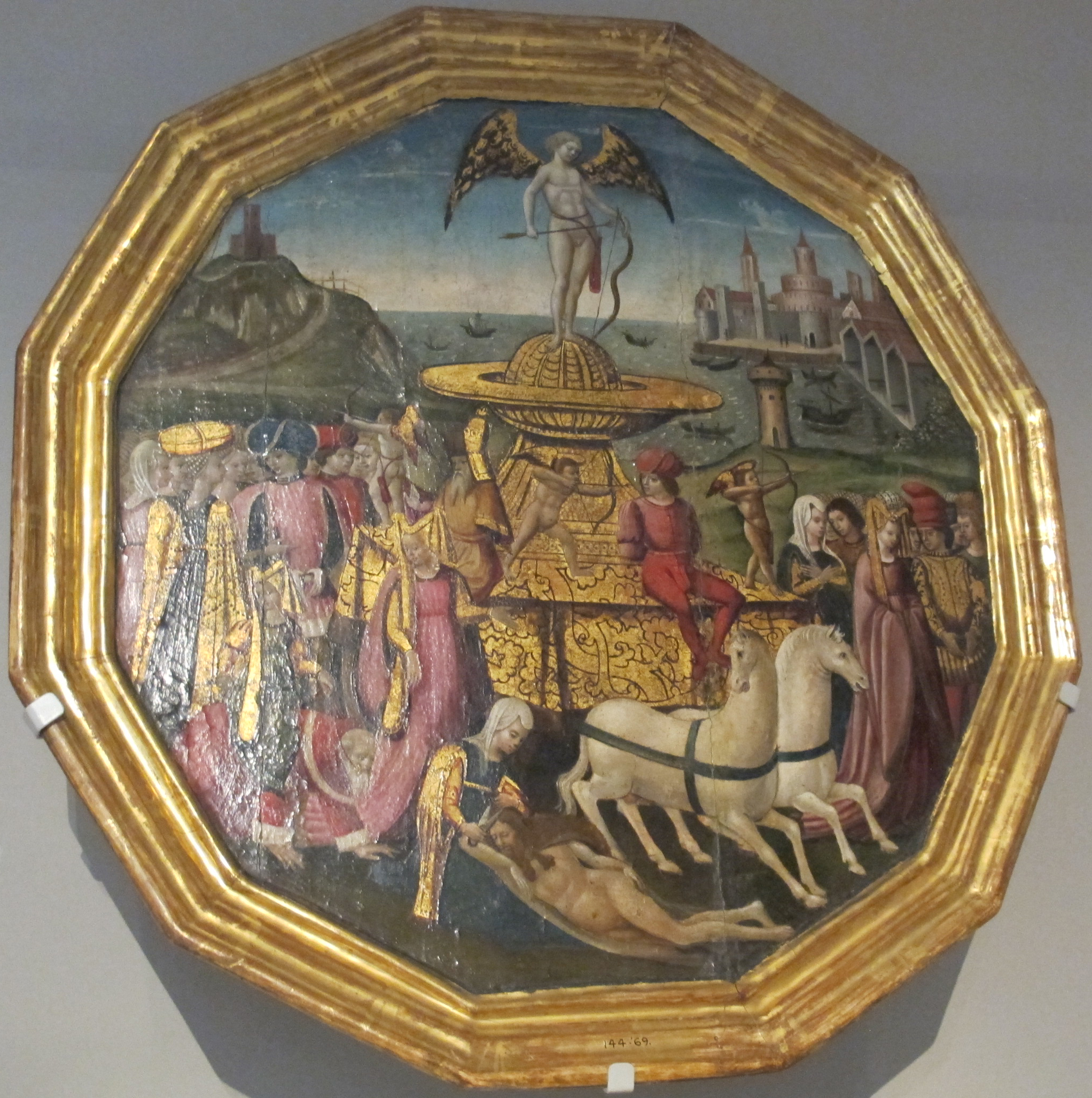
Desco da parto de Apollonio di Giovanni.

Apollonio di Giovanni (también conocido como Apollo di Giovanni, 1415 o 1417-1465) fue un pintor italiano.

## Biografía
Nació en Florencia y también es conocido como el «Maestro de Jarves Cassone». Apollonio di Giovanni se registró en Florencia 1446 donde dirigía un taller especializado en la producción de cofres de boda conocidos como cassoni y otros muebles similares. Murió en 1465. Trabajó en sociedad con el carpintero Marco del Buono Giamberti, cuyo hijo se convirtió en alumno y heredero de Apollonio.